# South Leith järnvägsstation
South Leith var en järnvägsstation i östra Leith. Stationen var ändstation på Edinburgh and Dalkeith Railway och öppnade för trafik 1832 under namnet Leith Station. 1846 stängde stationen för passagerartrafik men öppnade igen 1 oktober 1859 under namnet South Leith. Stationen stängde igen för både passagerar- och godstrafik 1 juli 1903.

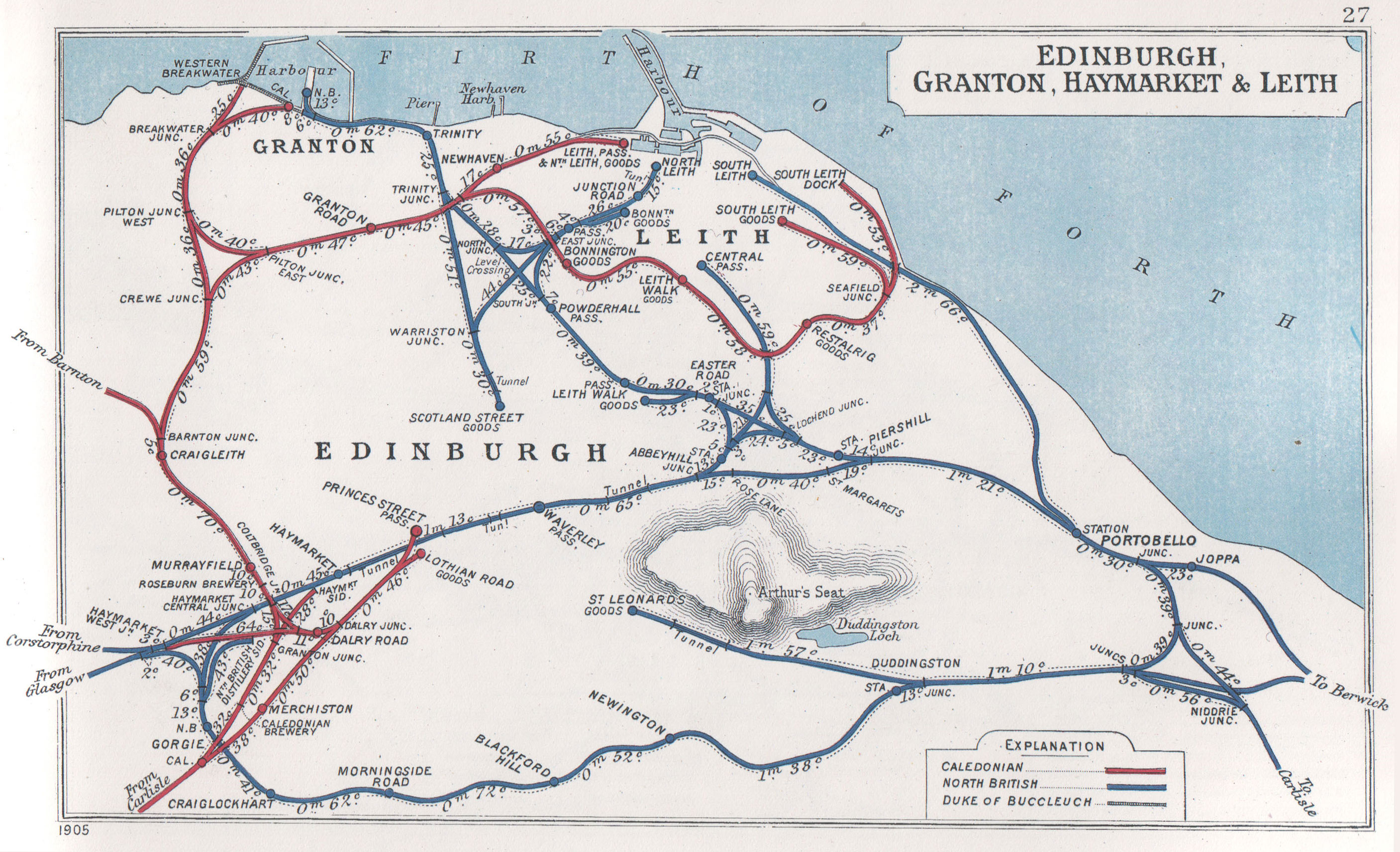
Järnvägarna i Leith 1905.